# Поворот (песня)
«Поворо́т» — песня группы «Машина времени», которая была написана в 1979 году Александром Кутиковым (вокал, аранжировка) и Андреем Макаревичем (слова). Пётр Подгородецкий написал музыку в 1976 году, а Александр Кутиков предложил свою аранжировку — «рок-н-ролльный» вариант, что Кутиков признал на официальном сайте группы.
Песня «Поворот» входила в единственный на тот момент официальный хит-парад «Звуковой дорожки» газеты «Московский комсомолец» на протяжении тринадцати месяцев (с ноября 1979 по ноябрь 1980 года), причём семь месяцев подряд его возглавляла.
В результате проведённого в 2015 году журналом «Русский репортёр» социологического исследования, текст песни занял 30-е место в топ-100 самых популярных в России стихотворных строк, включающем, в числе прочего, русскую и мировую классику.

## Общая информация
Песня была впервые официально издана в 1987 году на альбоме «Десять лет спустя». Также песня выходила на других сборниках и всех концертных альбомах группы. Входит в список 100 лучших песен русского рока в XX веке, в котором занимает 4 место.
Изначально песня входила во вторую версию (после распада и восстановления группы в новом составе) концептуальную концертную программу «Маленький принц» в 1979—1980 гг.
С 1982 по 1988 на концертных выступлениях часть песни входила в попурри (наряду с такими старыми песнями, как «Кого ты хотел удивить», «Синяя птица», «Скачки», «За тех, кто в море»).
С 1990 года до настоящего времени песня остаётся одним из основных концертных хитов и обычно исполняется в конце концерта (наряду с песней «Свеча»).

## История создания
В книге Петра Подгородецкого «Машина с евреями», автор книги написал, что музыку к песне «Поворот» сочинил в 1976 году, когда служил в армии, в казарме воинской части Внутренних войск МВД СССР в городе Алексеевка Белгородской области, где охранял заключённых, а 29 апреля 2008 года исполнил первоначальную мелодию для Ксении Стриж, также Пётр сообщил, что у него есть свидетели, его армейские друзья.
По официальной версии в ходе работы над программой «Маленький принц» Пётр Подгородецкий предложил придуманную им мелодию, которую Макаревич не принял, из-за того, что она была слишком лиричной и спокойной. После этого Кутиков предложил более агрессивный вариант, на который Макаревич быстро написал стихи. По словам Подгородецкого, это он предложил написанную им медленную и лиричную мелодию, которую Кутиков раскритиковал, заявив, что это «нуднятина в стиле Макара», после чего попробовали сыграть её в более быстром темпе. Эту же версию подтверждает Алексей Богомолов («Алексеич»), дополняя подробностями.
| Да, Петя действительно сидел, играл на пианино последовательность аккордов. Но мелодию от первой до последней ноты написал я. Однако посчитал правильным указать Петра как соавтора, хотя мог бы этого и не делать. — Александр Кутиков |

Петя Подгородецкий играл на студии что-то лирическое. Вдруг я услышал интересную гармоническую последовательность и попросил его сыграть её ещё раз. Он сыграл ещё, а у меня в голове уже звучала мелодия, я взял и спел её от начала до конца, и один из наших театральных приятелей тут же окрестил её «сентиментальным чудовищем». Макар послушал мелодию и сказал: «Я на эту мелодию никогда слова не напишу, потому что это песня про любовь, а это не мой жанр». Я был готов к этому, и тут же сыграл рок-н-ролльный вариант, который потом и стал песней «Поворот». Макар пошел погулять на улицу Горького, зашел в кафе «Московское», взял 100 грамм коньячку и одновременно написал две песни: «Поворот» и «Ах, что за луна».— Александр Кутиков на официальном сайте группы «Машина времени»

## Версии песни
Помимо множества любительских концертных записей, «Поворот» официально выходил на следующих официальных альбомах (отсортировано по дате записи):
- 1980 «Маленький принц» (издан в 2000) — живая запись в составе: Макаревич (гитара, бэк-вокал), Кутиков (бас-гитара, вокал), Подгородецкий (клавиши, бэк-вокал), Ефремов (ударные)
- 1987 «Десять лет спустя» — студийная запись старых песен группы в составе: Макаревич (гитара, бэк-вокал), Кутиков (бас-гитара, вокал), Зайцев (клавиши), Ефремов (ударные)
- 1989 фильм-концерт «Рок и фортуна» «XX лет МВ» — запись с юбилейного концерта: Пётр Подгородецкий (вокал)
- 1993 «Лучшие песни Машины Времени 1979—1985» (издан в 1993) — студийный ремейк в составе: Кутиков (бас-гитара, вокал), Макаревич (гитара, бэк-вокал), Ефремов (ударные), Подгородецкий (клавиши, бэк-вокал), Маргулис (гитара, бэк-вокал).
- 1999 «ХХХ лет МВ» (издан в 2000) — запись с юбилейного концерта в составе: Макаревич (гитара, бэк-вокал), Кутиков (бас-гитара, вокал), Маргулис (гитара, бэк-вокал), Подгородецкий (клавиши, бэк-вокал), Ефремов (ударные)
- 2000 «Машина времени и Воскресение. 50 на двоих» (издан в 2001) — концертная запись в составе: Макаревич (гитара, бэк-вокал), Кутиков (бас-гитара, вокал), Маргулис (гитара, бэк-вокал), Державин (клавиши, бэк-вокал), Ефремов (ударные) и группа Воскресение
- 2004 «Kremlin Rocks!» (издан в 2005) — концертная запись в составе: Макаревич (гитара, бэк-вокал), Кутиков (бас-гитара, вокал), Маргулис (гитара, бэк-вокал), Державин (клавиши, бэк-вокал), Ефремов (ударные) и камерный оркестр «Кремлин»
- 2009 «День 14810-й» (издан в 2010) — концертная запись, с 40-летия группы в Олимпийском.

На протяжении своего существования аранжировка песни не подвергалась изменениям (кроме танцевального микса на основе существующих записей на альбоме «Мегамикс»). На концертных выступлениях бо́льшая часть песни поётся залом, что видно на концертных записях.
Припев, в видоизменённой форме «Вот. Новый поворот. Что он нам даёт? И куда ведёт?» позаимствовал Игорь Тальков в качестве последнего куплета для своей песни «А теперь мы с тобой притихли» в концертном варианте исполнения.